# 鎮目和夫
鎮目 和夫（しずめ かずお、1924年1月24日 - 2015年8月16日）は、日本の内科医。東京女子医科大学名誉教授。

## 生涯
東京市（現新宿区）出身。鎮目恭夫の兄。1946年東京帝国大学医学部卒。1947年同冲中重雄内科入局。1951-1954年オレゴン大学に学ぶ。1952年医学博士。1956年東京大学助手（東大病院冲中内科）。1964年医学部講師。1968年虎の門病院内分泌科部長。1972年東京女子医科大学内科学主任教授、1984年同大学内分泌疾患総合医療センター所長。1994年名誉教授。
1981年日本医師会医学賞、1984年紫綬褒章受勲。日本学術会議会員。スウェーデン王国北極星勲章、勲三等瑞宝章受勲。

## 著書
- 『甲状腺疾患 そのわかりやすい解説』金原出版 金原医学新書 1977
- 『下垂体疾患を見逃さないために』金原出版 金原医学新書 1978
- 『鎮目和夫教授の甲状腺の病気』主婦の友社 1986
- 『治療の長びく症状はホルモン病を疑え』小学館 1991
- 『成長ホルモンとその関連ペプチド』編著 朝倉書店 1992
- 『ホルモン病の症状と治療 不調の原因はホルモン異常?』日東書院 1993
- 『いい医者いい患者 待ったなしの改革、初診から尊厳死まで』松林館 1995
- 『こんな医師でありたい 100のアドバイス』旺史社 ドクターズ・ベストブック 1996
- 『成長ホルモン物語』医歯薬出版 1996
- 『人として、医者として七十四年』出版文化社 (製作) 1998
- 『ホルモン博士・Dr.シズメが答えるオトコの悩み・オンナの悩み「53」』現代書林 1998

### 共編著
- 『Radioimmunoassay 放射免疫測定法』熊原雄一共編 朝倉書店 1970
- 『糖尿病のすべて』葛谷信貞共編集 南江堂 内科シリーズ 1971
- 『バセドウ病のすべて』編集 南江堂 内科シリーズ 1971
- 『ポリペプチドホルモン』三浦義彰共編集 朝倉書店 1973
- 『生体と調節』共編集 中山書店 生涯教育シリーズ 1974
- 『下垂体疾患のすべて』編集 南江堂 内科シリーズ 1976
- 『甲状腺』共編集 医歯薬出版 河口湖カンファランス 1978
- 『図説臨床内科講座　全3巻 内分泌・代謝』井村裕夫共編 メジカルビュー社 1978
- 『副腎疾患のすべて』編集 南江堂 内科シリーズ 1978
- 『分冊内科学 9 内分泌疾患』編集 南江堂 1979
- 『神経ペプタイド』共編集 医歯薬出版 河口湖カンファランス 1980
- 『視床下部・下垂体』共編集 医歯薬出版 河口湖カンファランス 1982
- 『内分泌実験講座』3-7　対馬敏夫ほか共編 講談社 1982-83
- 『臨床内分泌病学』井村裕夫共編 朝倉書店 1986
- 『成長ホルモン・GRF・IGF』編著 朝倉書店 1989
- 『内分泌疾患診療マニュアル』編 南江堂 1989
- 『安らかな死を考える 私のラストステージはこう望む』西村文夫共編 日本プランニングセンター 1991

### 翻訳
- シュネバーグ『臨床内分泌学』藤田拓男共監訳 広川書店 1975
- ウィリアムズ編『内分泌学』全4巻 共監訳 広川書店 1981-83
- Hall ほか著『内分泌疾患カラーアトラス』監訳 南江堂 1981